# Stachys plumosa
Stachys plumosa Griseb. – gatunek rośliny z rodziny jasnotowatych (Lamiaceae Lindl.). Występuje naturalnie w Macedonii Północnej, Albanii oraz Grecji. Niektóre źródła podają także występowanie w Bułgarii. Rośnie między innymi na terenie albańskiego Parku Narodowego Prespa oraz macedońskiego Parku Narodowego Galiczicy.

## Morfologia
KwiatyPłatki mają białą barwę.

## Biologia i ekologia
Kwitnie od końca maja do połowy czerwca, natomiast owoce pojawiają się od czerwca do lipca. Występuje na wysokości od 880 do 1350 m n.p.m., na suchych pastwiskach i w miejscach o skalistym podłożu. Dzieli środowisko z takimi gatunkami jak: Alkanna pindicola, bukszpan zwyczajny (Buxus sempervirens), Comandra umbellata subsp. elegans, Convolvulus elegantissimus, Dianthus haematocalyx subsp. pindicola, Erodium guicciardii, jesion mannowy (Fraxinus ornus), Haplophyllum boissieranum, Helichrysum plicatum, hyzop lekarski (Hyssopus officinalis) oraz chmielograb europejski (Ostrya carpinifolia).

## Zastosowanie
Naukowcy wyizolowali z nadziemnych części rośliny labdany z grupy diterpenów. Inne badania podają antybakteryjne działanie olejku z tej rośliny.

## Zmienność
W obrębie tego gatunku wyróżniany jest poza podgatunkiem nominatywnym jeszcze jeden podgatunek:
- Stachys plumosa subsp. freynii (Hausskn.) Hayek